# Wybory parlamentarne we Francji w 1792 roku

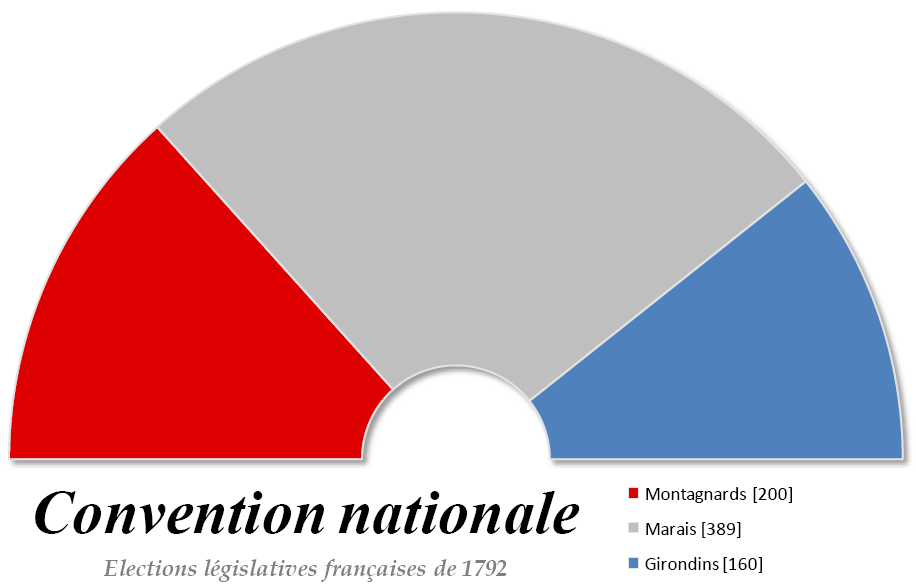
Podział miejsc w Konwencie Narodowym (1792).

Wybory parlamentarne we Francji w 1792 roku do Konwentu Narodowego odbyły się 2 i 6 września (Francja od 10 sierpnia faktycznie stanowiła republikę). Większość w wyborach uzyskało tzw. Bagno, które zajęło 389 miejsc, drugą pozycję w Konwencie stanowiła tzw. Góra (Jakobini; 200 miejsc), trzecią zaś siłą byli Żyrondyści, którzy zajęli pozostałe 160 miejsc. Konwent Narodowy liczył 749 miejsc. Wyborom nadano status "demokratycznych wyborów powszechnych" (zniesiono cenzus majątkowy oraz przyznano prawa wyborcze wszystkim mężczyznom, którzy ukończyli 21 lat).

## Rezultaty wyborów
| Klub | Klub       | Miejsc w Konwencie |
| ---- | ---------- | ------------------ |
|      | Bagno      | 389                |
|      | Góra       | 200                |
|      | Żyrondyści | 160                |

### Liderzy poszczególnych klubów politycznych

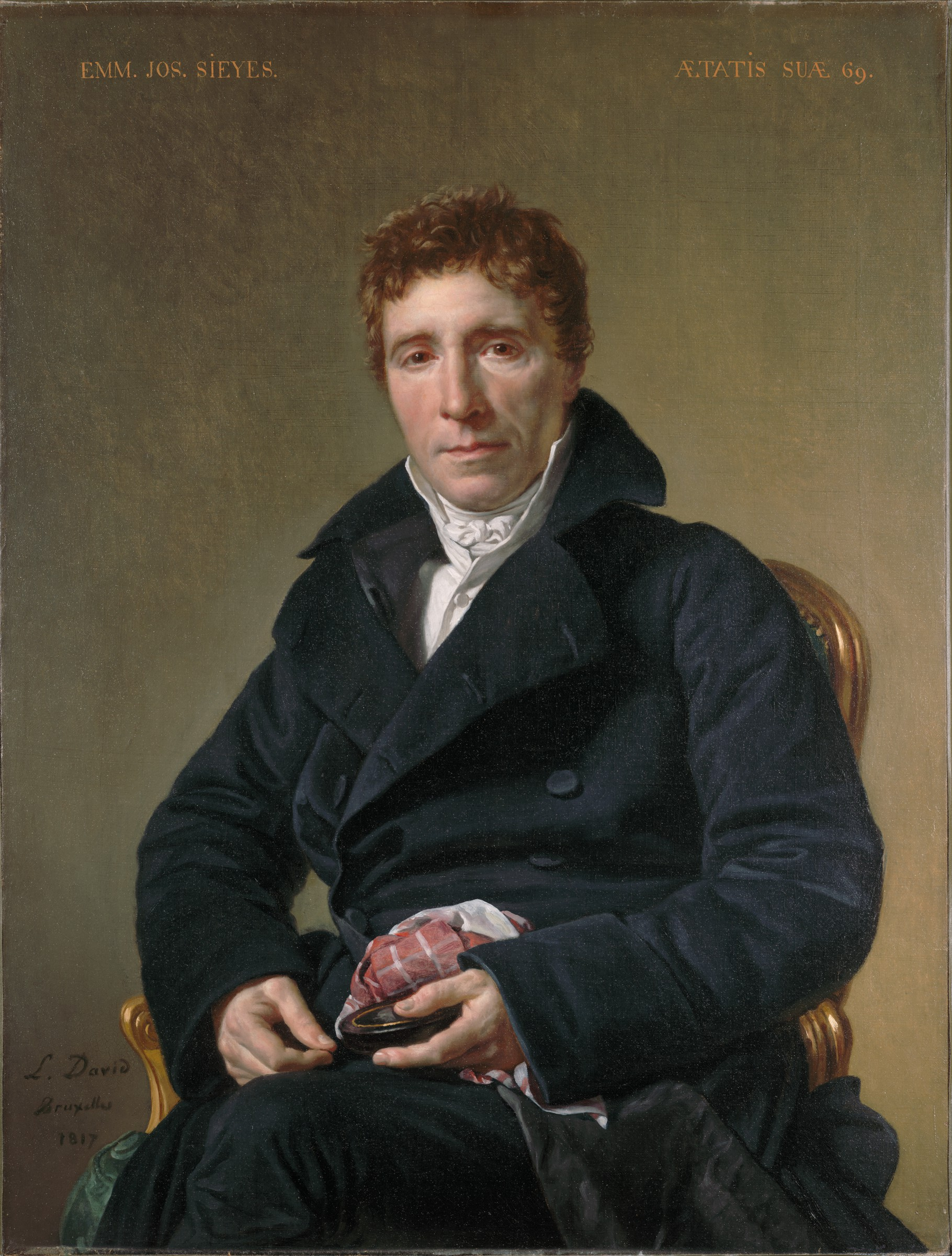
Emmanuel Joseph Sieyès - lider tzw. Bagna.
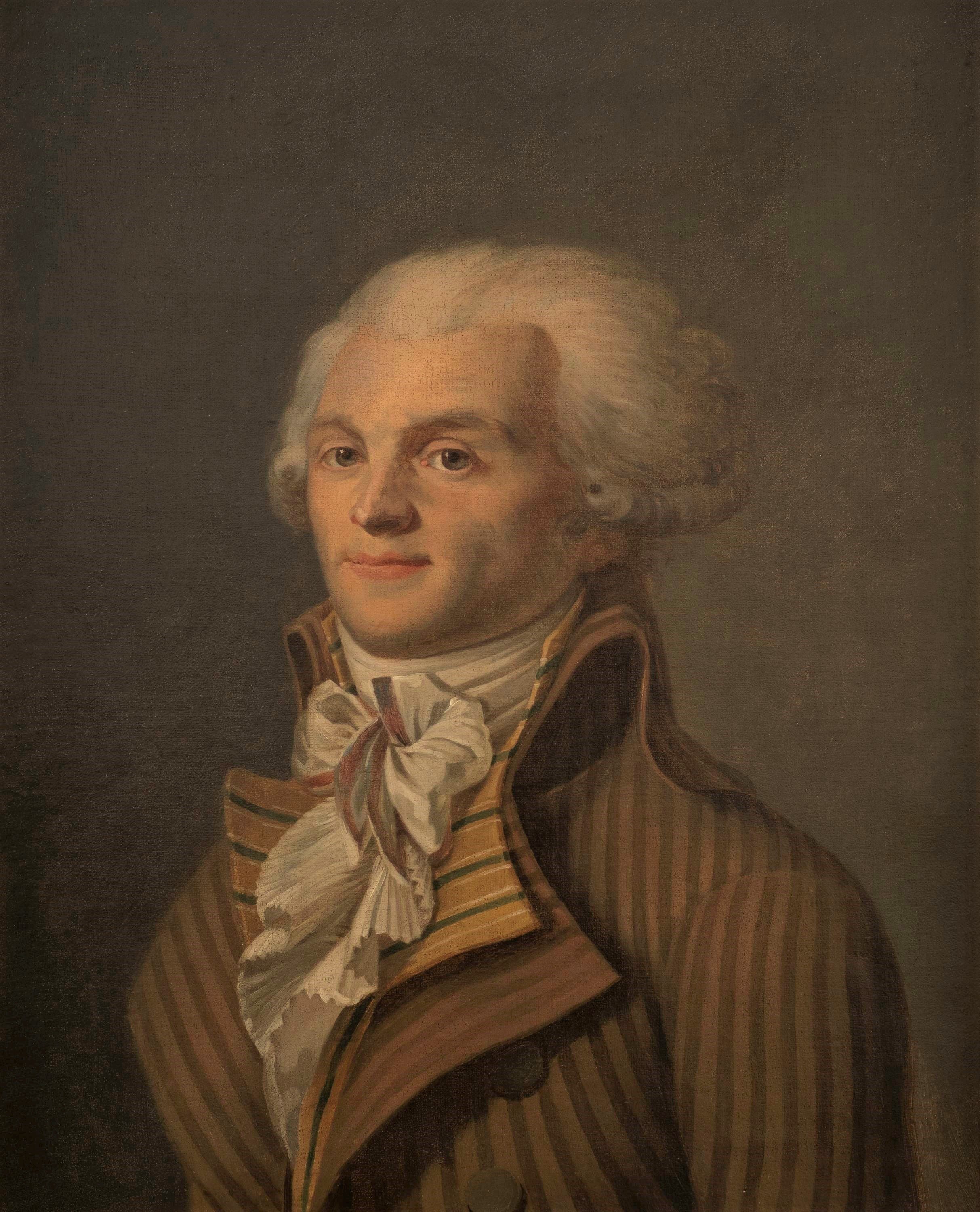
Maximilien de Robespierre - lider tzw. Góry (Jakobinów).
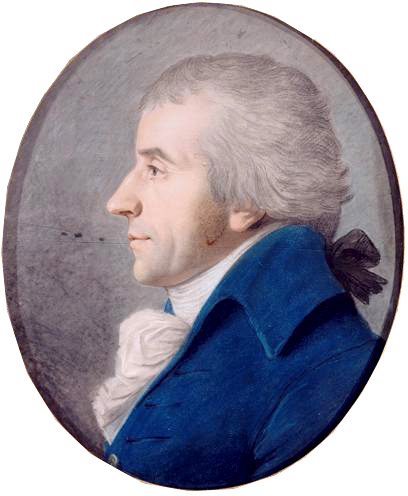
Jacques Pierre Brissot - lider Żyrondystów.